# Amata humeralis
Amata humeralis är en fjärilsart som beskrevs av Butler 1876. Amata humeralis ingår i släktet Amata och familjen björnspinnare. Inga underarter finns listade i Catalogue of Life.